# Liste der Klöster in Schlesien
Diese Liste enthält bestehende und ehemalige Klöster und Niederlassungen in Schlesien.

## Bestehende Klöster
Ursulinen
- Ursulinenkloster Breslau

Zisterzienser
- Zisterzienserpriorat Heinrichau (Henryków)

## Historische Klöster
Augustiner-Chorherren
- Augustiner-Chorherrenstift Breslau
- Augustiner-Chorherrenstift Glatz (bestand von 1349 bis 1595[1])
- Augustiner-Chorherrenpropstei Kamenz
- Augustiner-Chorherrenstift Sagan

Augustiner-Chorfrauen
- Augustiner-Chorfrauenstift Breslau

Augustiner-Eremiten
- Augustinerkloster Strehlen

Benediktiner
- Kloster Grüssau (1919–1945)
- Kloster Wahlstadt bei Liegnitz

Benediktinerinnen
- Kloster Liebenthal
- Kloster Liegnitz
- Kloster Striegau

Dominikaner
- Adalbertskloster Breslau
- Dominikanerkloster Brieg
- Dominikanerkloster Bunzlau
- Dominikanerkloster Crossen (das Herzogtum Crossen wurde 1537 an die Mark Brandenburg angeschlossen)
- Dominikanerkloster Frankenstein
- Kloster St. Peter und Paul Glogau
- Dominikanerkloster Liegnitz
- Dominikanerkloster Löwen
- Dominikanerkloster Neisse
- Kloster St. Adalbert und Georg Oppeln
- Dominikanerkloster Ratibor
- Heilig-Kreuz-Kloster Schweidnitz

Dominikanerinnen
- Katharinenkloster Breslau
- Heilig-Geist-Kloster Ratibor

Elisabethanerinnen
- Elisabethanerinnenkloster Breslau

Franziskaner und Minoriten
- Franziskanerkloster Annaberg
- Franziskanerkloster Beuthen
- Kloster St. Dorothea Breslau
- Kloster St. Ägidien
- Franziskanerkloster Breslau-Neustadt
- Kloster an St. Antonius (Breslau-Carlowitz)
- Franziskanerkloster Brieg
- Franziskanerkloster Cosel
- Franziskanerkloster Glatz
- Franziskanerkloster Gleiwitz
- Franziskanerkloster Goldberg
- Franziskanerkloster Glogau
- Franziskanerkloster Guhrau
- Franziskanerkloster Jauer
- Franziskanerkloster Leobschütz
- Franziskanerkloster Liegnitz
- Minoritenkloster Liegnitz
- Franziskanerkloster Loslau
- Franziskanerkloster Löwenberg
- Franziskanerkloster Münsterberg
- Franziskanerkloster Namslau
- Franziskanerkloster Neisse
- Franziskanerkloster Neumarkt
- Franziskaner-Residenz in Neustadt (OS)
- Franziskanerkloster Oberglogau
- Franziskanerkloster Oppeln
- Franziskanerkloster Ratibor
- Franziskanerkloster Sagan
- Franziskanerkloster Schweidnitz
- Franziskanerkloster Strehlen

Kapuziner
- Kloster St. Hedwig Breslau
- Kapuzinerkloster Brieg
- Kapuzinerkloster Neisse
- Kapuzinerkloster Neustadt
- Kapuzinerkloster Schweidnitz

Klarissen
- Klarissenkloster Breslau
- Kloster St. Clara  Glogau
- Klarissenkloster Strehlen

Karmeliten
- Karmeliterkloster Freystadt
- Karmeliterkloster Strenz
- Karmeliterkloster Striegau
- Karmeliterkloster Wohlau

Kreuzherren vom heiligen Grab
- Stift St. Peter und Paul Neisse

Magdalenerinnen
- Magdalenerinnenkloster Lauban
- Magdalenerinnenkloster Naumburg am Queis
- Magdalenerinnenkloster Neisse
- Magdalenerinnenkloster Sprottau

Pauliner
- Kloster Wiese-Pauliner bei Leschnig

Prämonstratenser
- Prämonstratenserkloster Breslau

Prämonstratenserinnen
- Prämonstratenserinnenkloster Czarnowanz

Ursulinen
- Ursulinenkloster Breslau
- Ursulinenkloster Schweidnitz

Zisterzienser
- Kloster Grüssau
- Kloster Heinrichau
- Kloster Himmelwitz
- Kloster Kamenz
- Kloster Leubus
- Kloster Rauden

Zisterzienserinnen
- Kloster Trebnitz